# 多布罗伊瓦诺夫卡农村居民点
多布罗伊瓦诺夫卡农村居民点（俄语：Доброивановское сельское поселение）是俄罗斯联邦别尔哥罗德州格赖沃龙区所属的一个农村居民点。其下辖有4个居民点，行政中心为多布罗伊瓦诺夫卡。据2016年统计，该农村居民点的人口为2101人。